# سناء سواح
سناء سواح(26 فبراير 1963) ممثلة سورية.

## عن حياتها
انضمت إلى عضوية نقابة الفنّانين السوريين منذ العام 1985 ومن أدوراها المبكّرة في السينما مشاركتها بفيلم «المصيدة» عام 1979، تحت إدارة المخرج وديع يوسف. شاركت خلال مسيرتها الفنية بالعديد من العروض المسرحية، منها «البرجوازي النبيل، مهاجر بريسباك، موت بائع متجول، أهلا وسهلا بللي جاي» كما قدمت أفلاما في السينما منها المصيدة عام 1979 وشيء ما يحترق عام 1993 

### حياتها الأسرية
متزوجة ولديها ثلاثة أبناء

## أعمالها

### في التلفزيون
- (2024): حلو بعض
- (2021): حارة القبة ج1
- (2021): صقار (الداية وطفة)
- (2020): ببساطة ج2
- (2020): بصمة حدا (قصة برزخ)
- (2020): حارس القدس (أم سهيل)
- (2019): بقعة ضوء ج14
- (2019): ترجمان الأشواق
- (2019): حركات بنات
- (2019):هوا أصفر (أم توفيق)
- (2019):سلاسل ذهب (أم عبود)
- (2019): من حال إلى حال
- (2018): حارة خارج التغطية
- (2018): سايكو
- (2018): فزلكة عربية (ج2)
- (2018): فرصة أخيرة
- (2018): جرح الورد
- (2018): هواجس عابرة
- (2017): شباب أونلاين
- (2017): قناديل العشاق
- (2017): طوق البنات (ج4)
- (2017): الغريب
- (2017): شوق
- (2017): وردة شامية
- (2017): عطر الشام (ج2) (أم صبحي)
- (2017): بقعة ضوء 13
- (2017): الرابوص
- (2017): أهل الغرام 3
- (2016): أحمر
- (2016): الندم (أم هشام)
- (2016): عطر الشام
- (2016): صدر الباز
- (2016): بلا غمد
- (2016): خاتون
- (2016): رفاق الصبا
- (2015): فوبيا
- (2015): حارة المشرقة
- (2015): عناية مشددة
- (2015): دنيا (ج2) (أم بشير)
- (2015): أبو دزينة
- (2015): باب الحارة (ج7) (أم موريس)
- (2015): مآسي على قياسي
- (2015): حرائر
- (2014): بقعة ضوء 10
- (2014): انسى همك
- (2014): جدي بحر
- (2014): جدي بحر
- (2014): بحلم ولا بعلم
- (2014): خان الدراويش
- (2013): ياسمين عتيق
- (2013): قمر شام
- (2013): سنعود بعد قليل
- (2013): فتت لعبت
- (2013): نساء من هذا الزمن
- (2013): تحت سماء الوطن (سباعية)
- (2013): زمن البرغوت (ج2)(أم نمر)
- (2012): المصابيح الزرق
- (2012): المفتاح
- (2012): ولادة من الخاصرة 2: ساعات الجمر (أم وليد وفاديا)
- (2012): بقعة ضوء 9
- (2012): السراب
- (2012): عابد كرمان
- (2011): مرايا 2011
- (2011): كشف الأقنعة
- (2011): الغفران (أم هاني)
- (2010): تقاطع خطر
- (2010): وراء الشمس
- (2009): آخر أيام الحب
- (2009): قلوب صغيرة
- (2009): أولاد القيمرية
- (2009): أهل الغرام ج2
- (2006): أسياد المال
- (2006): باب الحارة (ج1) (أم سمعو)
- (2005): حكايا وخفايا
- (2005): عياش
- (2005): بكرا أحلى (ج1)
- (2005): نزار قباني
- (2004): بقعة ضوء 4
- (2004): عشنا وشفنا
- (2004): عشتار
- (2003): سيف بن ذي يزن
- (2002): الأرواح المهاجرة
- (2001): حكايا المرايا
- (2001): المقامات الصحراوية
- (2001): حروب عائلية
- (2000): حكايا
- (2000): البواسل
- (1999): جواد الليل
- (1999): رمح النار
- (1999): عودة غوار (الأصدقاء)
- (1999): مرايا 2000
- (1998): الفندق
- (1998): مرايا 99
- (1998): حمام القيشاني (ج3) (صوفي)
- (1998): مرايا 98
- (1997): الأخوة (ج2) (السكرتيرة)
- (1997): مرايا 97
- (1997): حمام القيشاني (ج2)(صوفي)
- (1996): مرايا 96
- (1996): أحلام أبو الهنا
- (1995): خلف الجدران
- (1995): مرايا 95
- (1993): أبو كامل (ج2) (هند)
- (1993): ابتسامة على شفاه جافة (الدكتورة)
- (1993): يوميات ظريفة
- (1992): أيام أبي المنقذ
- (1990): اختفاء رجل
- (1990): الطوق (تمثيلية)
- (1990): حكايا من التاريخ
- (1987): امرأة لا تعرف اليأس
- (1986): دموع الملائكة
- (1985): الوعد
- (1979): الحكاية الرابعة من سيرة بني هلال: الزناتي خليفة
- حرائر النساء
- الزيارة (سهرة تليفزيونية)
- التحقيق: المقعد رقم 3 (سهرة تليفزيونية)

### في السينما
- (2020):حبل سري
- (2016): سوريون
- (2012): مريم
- (1993): المصيدة
- (1990): ثعالب المدينة
- (1993): شيء ما يحترق

### في المسرح
- محاكمة الحطيئة
- البرجوازي النبيل
- مهاجر بريسباك
- موت بائع متجول
- أهلا وسهلا بللي جاي

## روابط خارجية
- سناء سواح على موقع قاعدة بيانات الأفلام العربية